# Joaquín Bouso Varela
Joaquín Bouso Varela y León (* Huaral, 1722 - † Lima, ?), abogado y catedrático criollo que ocupó el rectorado de la Universidad de San Marcos en el Virreinato del Perú.

## Biografía
Inició sus estudios en el Real Colegio de San Martín (1734) y los continuó en la Universidad de San Marcos donde obtuvo los grados de Doctor en Leyes y Cánones. Recibido de abogado ante la Real Audiencia de Lima, se incorporó a la docencia tomando posesión de la cátedra de Maestro de las Sentencias (1744).
Durante el gobierno del virrey Amat, se le nombró rector de la Universidad, cargo en el que estuvo ocho años. Durante su gestión fueron cedidos al claustro los libros que habían pertenecido a los jesuitas, con lo cual se pudo organizar una renovada biblioteca; se restauró el Salón General (donde se reuniría el primer Congreso Constituyente), y se organizaron los actos públicos de recibimiento del virrey Manuel Guirior (1776).
En su elogio al Virrey entrante, Bouso Varela abogó por la revisión y ampliación de la Recopilación de Leyes de las Indias y por la moderación de la política aplicada en el gobierno de América.

## Obra
- Oración panegírica con que la Real Universidad de San Marcos... celebró en su recibimiento al Excmo. Señor Don Manuel de Guirior (1778).

| Predecesor: José Morales de Aramburú | Rector de la Universidad de San Marcos 1771 - 1778 | Sucesor: José Ignacio de Alvarado |